# Mai 1775

## Événements
- 4 mai : la Turquie cède la Bucovine à l'Autriche[1].

- 9 mai : invasion du Canada. Les Américains prennent le fort Ticonderoga (autrefois Carillon), le fort de Crown Point (autrefois Pointe-à-la-Chevelure) le 11 mai et le fort Saint-Jean le 18 mai[2].

- 10 mai :
  - prise du Fort Ticonderoga par Ethan Allen et Benedict Arnold.
  - Ouverture du second Congrès continental[3]. John Hancock est élu président le 25[4].

- 16 mai - 25 mai : grande jacquerie en Bohême. La marche convergente des notables villageois pour l’abolition de la corvée, prévue pour la Saint-Jean Népomucène, est rapidement dépassée. Des châteaux sont brûlés, des seigneurs sont assassinés. Les insurgés arrivent en désordre devant Prague le 25 mai. Le grand burgrave, Charles-Egon de Fürstenberg tente en vain de parlementer. Il doit faire charger à l’arme blanche, sans faire de victimes[5].

- 21 mai : traité de Faizabad[6]. Varanasi (Bénarès) et Ghazipur sont prises à l’Aoudh par les Britanniques[7].

- 22 mai : devant l’imminence d’une invasion américaine au Canada, l’évêque de Québec Jean-Olivier Briand accepte d’aider le gouverneur Carleton à inciter les « Canayens » à s’enrôler dans la milice pour défendre leur patrie et leur roi[8].

- 30 mai, France : Turgot crée la Régie des poudres et des salpêtres. Lavoisier y est nommé commissaire et s’installe à l’Arsenal.

## Naissances
- 10 mai : William Phillips († 1828), géologue anglais.
- 24 mai : Matthew Whitworth-Aylmer, gouverneur général de l'Amérique du Nord britannique.